# Jogos Europeus em Pista Coberta de 1967

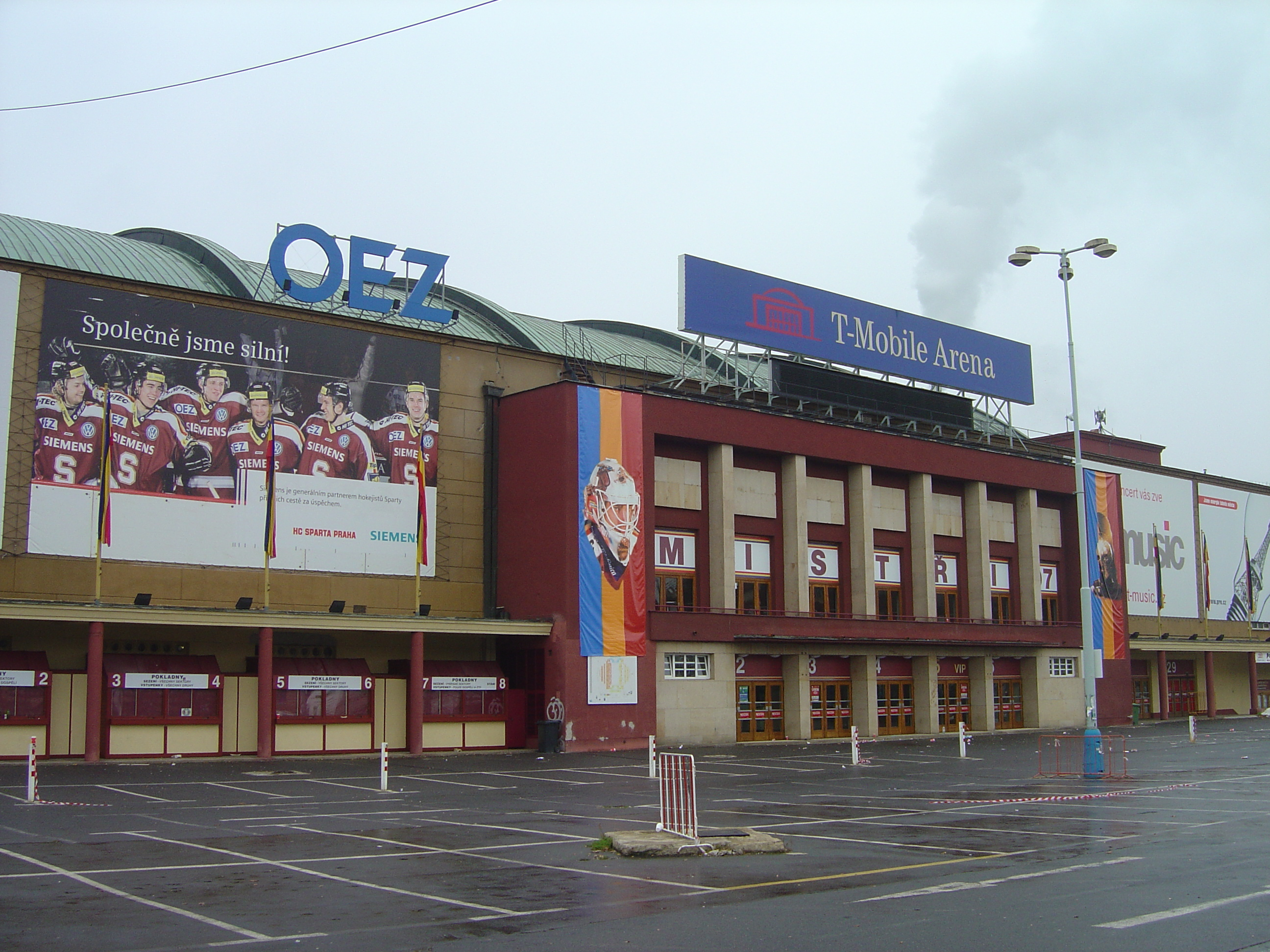
A Tipsport Arena, quando ainda chamada de T-Mobile.

A 2º edição dos Jogos Europeus em Pista Coberta de 1967 foram realizados no Tipsport Arena em Praga na Checoslováquia atual República Checa entre 11 e 12 de março de 1967. Foram realizadas 23 provas. 

## Medalhistas

### Masculino
| Evento               | Ouro                                                                                       | Ouro   | Prata                                                                                      | Prata  | Bronze                                                                            | Bronze |
| 50 m                 | Pasquale Giannattasio (ITA)                                                                | 5.7    | Aleksandr Lebedev (URS)                                                                    | 5.8    | Viktor Kasatkin (URS)                                                             | 5.89   |
| 400 m                | Manfred Kinder (FRG)                                                                       | 48.4   | Hartmut Koch (GDR)                                                                         | 48.6   | Nikolay Shkarnikov (URS)                                                          | 50.4   |
| 800 m                | Noel Carroll\|IRL}}                                                                        | 1:49.6 | Tomáš Jungwirth (TCH)                                                                      | 1:49.8 | Jan Kasal (TCH)                                                                   | 1:50.0 |
| 1500 m               | John Whetton (GBR)                                                                         | 3:48.7 | Josef Odložil (TCH)                                                                        | 3:49.6 | Stanislav Hoffman (TCH)                                                           | 3:50.5 |
| 3000 m               | Werner Girke (FRG)                                                                         | 7:58.6 | Rashid Sharafetdinov (URS)                                                                 | 7:59.0 | Lajos Mecser (HUN)                                                                | 8:00.6 |
| 50 m barreiras       | Eddy Ottoz (ITA)                                                                           | 6.4    | Valentin Chistyakov (URS)                                                                  | 6.6    | Anatoliy Mikhailov (URS)                                                          | 6.7    |
| salto em altura      | Anatoliy Moroz (URS)                                                                       | 2.14   | Henry Elliot (FRA)                                                                         | 2.14   | Rudolf Baudiš (TCH)                                                               | 2.11   |
| salto com vara       | Igor Feld (URS)                                                                            | 4.90   | Gennadiy Bliznetsov (URS)                                                                  | 4.80   | Wolfgang Nordwig (GDR)                                                            | 4.90   |
| salto em comprimento | Lynn Davies (GBR)                                                                          | 7.85   | Leonid Barkovskiy (URS)                                                                    | 7.85   | Andrzej Stalmach (POL)                                                            | 7.74   |
| triplo salto         | Petr Nemšovský (TCH)                                                                       | 16.57  | Henrik Kalocsai (HUN)                                                                      | 16.45  | Aleksandr Zolotaryov (URS)                                                        | 16.40  |
| lançamento do peso   | Nikolay Karasyov (URS)                                                                     | 19.26  | Eduard Gushchin (URS)                                                                      | 18.95  | Władyslaw Komar (POL)                                                             | 18.85  |
| estafeta 4x300 m     | União Soviética · Nikolay Ivanov · Vasiliy Anisimov · Aleksandr Bratchikov · Boris Savchuk | 2:18.0 | Polônia · Edward Romanowski · Jan Balachowski · Edmund Borowski · Tadeusz Jaworski         | 2:20.2 | Tchecoslováquia · Jaromír Haisl · Josef Hegyes · Frantisek Ortman · Josef Trousil | 2:20.5 |
| medley relay 1500 m  | Alemanha Oriental · Gert Metz · Horst Haßlinger · Rolf Krüsmann · Manfred Hanika           | 3:06.6 | União Soviética · Boris Savchuk · Vasiliy Anisimov · Aleksandr Bratchikov · Valeriy Frolov | 3:06.9 | Tchecoslováquia · Jirí Kynos · Ladislav Kriz · Pavel Hruska · Pavel Penkava       | 3:08.8 |
| estafeta 3x1000 m    | Alemanha Oriental · Klaus Prenner · Wolf-Jochen Schulte-Hillen · Franz-Josef Kemper        | 7:19.6 | Tchecoslováquia · Pavel Hruska · Pavel Penkava · Petr Blaha                                | 7:20.0 | União Soviética · Ramir Mitrofanov · Stanislav Simbirtsev · Michail Zhelobovskiy  | 2:20.6 |

### Feminino
| Evento               | Ouro                                                                                           | Ouro   | Prata                                                                           | Prata  | Bronze                                                                             | Bronze                         |
| 50 m                 | Margit Nemesházi (HUN)                                                                         | 6.3    | Karin Wallgren (SWE)                                                            | 6.4    | Galina Bukharina (URS)                                                             | 6.45                           |
| 400 m                | Karin Wallgren (SWE)                                                                           | 55.7   | Lia Louer (NED)                                                                 | 56.7   | Ljiljana Petnjaric (YUG)                                                           | 57.3                           |
| 800 m                | Karin Kessler (FRG)                                                                            | 2:08.2 | Maryvonne Dupureur (FRA)                                                        | 2:09.6 | Valentina Lukyanova (URS)                                                          | 2:10.5                         |
| 50 m barreiras       | Karin Balzer (GDR)                                                                             | 6.9    | Vlasta Seifertová (TCH)                                                         | 7.0    | Inge Schell (FRG)                                                                  | 7.1                            |
| salto em altura      | Taisiya Chenchik (URS)                                                                         | 1.76   | Linda Knowles (GBR)                                                             | 1.73   | Jaroslava Králová (TCH)                                                            | 1.70                           |
| salto em comprimento | Berit Berthelsen (NOR)                                                                         | 6.51   | Heide Rosendahl (FRG)                                                           | 6.41   | Viorica Viscopoleanu (ROM)                                                         | 6.40                           |
| lançamento do peso   | Nadezhda Chizhova (URS)                                                                        | 17.44  | Ivanka Khristova (BUL)                                                          | 16.55  | Maria Chorbova (BUL)                                                               | 16.23                          |
| estafeta 4x150 m     | União Soviética · Valentina Bolshova · Galina Bucharina · Tatyana Talysheva · Vera Popkova     | 1:12.4 | Tchecoslováquia · Eva Putnová · Vlasta Seifertová · Eva Kucmanová · Eva Lehocká | 1:14.0 | Alemanha Oriental · Regina Höfer · Petra Zöllner · Renate Meißner · Brigitte Geyer | 1:14.1                         |
| medley relay 1500 m  | União Soviética · Valentina Bolshova · Vera Popkova · Tatyana Arnautova · Nadeshda Syeropegina | 3:35.6 | Iugoslávia · Marjana Lubej · Ika Maricic · Ljiljana Petnjaric · Gizela Farkaš   | 3:37.5 | Apenas duas equipes terminaram                                                     | Apenas duas equipes terminaram |

## Quadro de medalhas
| Ordem | País               | Medalha de ouro | Medalha de prata | Medalha de bronze | Total |
| ----- | ------------------ | --------------- | ---------------- | ----------------- | ----- |
| 1     | União Soviética    | 8               | 7                | 7                 | 22    |
| 2     | Alemanha Ocidental | 5               | 1                | 1                 | 7     |
| 3     | Reino Unido        | 2               | 1                | 0                 | 3     |
| 4     | Itália             | 2               | 0                | 0                 | 2     |
| 5     | Tchecoslováquia    | 1               | 5                | 6                 | 12    |
| 6     | Alemanha Oriental  | 1               | 1                | 2                 | 4     |
| 7     | Hungria            | 1               | 1                | 1                 | 3     |
| 8     | Suécia             | 1               | 1                | 0                 | 2     |
| 9     | Irlanda            | 1               | 0                | 0                 | 1     |
| 9     | Noruega            | 1               | 0                | 0                 | 1     |
| 11    | França             | 0               | 2                | 0                 | 2     |
| 12    | Polônia            | 0               | 1                | 2                 | 3     |
| 13    | Bulgária           | 0               | 1                | 1                 | 2     |
| 13    | Iugoslávia         | 0               | 1                | 1                 | 2     |
| 15    | Países Baixos      | 0               | 1                | 0                 | 1     |
| 16    | Roménia            | 0               | 0                | 1                 | 1     |

Legenda
| Recorde mundial       | Recorde mundial (World record)               |                       | Recorde africano                      | Recorde africano (African) |                                           | Q | Classificado por posição (Qualified) |
| Recorde do campeonato | Recorde do campeonato (Championship record)  | Recorde da América    | Recorde da América (Americas)         | q                          | Classificado por melhor tempo (Qualified) |   |                                      |
| Melhor marca do ano   | Melhor marca do ano (World leading)          | Recorde asiático      | Recorde asiático (Asian)              | DNS                        | Não largou (Did not start)                |   |                                      |
| Recorde nacional      | Recorde nacional (National record)           | Recorde europeu       | Recorde europeu (European)            | DNF                        | Não terminou (Did not finish)             |   |                                      |
| Recorde pessoal       | Recorde pessoal do atleta (Personal best)    | Recorde da Oceania    | Recorde da Oceania (Oceania)          | DSQ / DQ                   | Desclassificado (Disqualified)            |   |                                      |
| Recorde da temporada  | Recorde da temporada do atleta (Season best) | Recorde sul-americano | Recorde sul-americano (South America) | NM                         | Sem marca (No mark)                       |   |                                      |